# Motovun
Motovun (wł. Montona) – gmina w Chorwacji, w żupanii istryjskiej, siedziba gminy Motovun. W 2011 roku liczyła 484 mieszkańców.
W miejscowości znajduje się najlepiej zachowany średniowieczny fort Istrii, który powstał na szczycie stromego wzgórza. W czasach starożytnych, Ilirowie i Celtowie zbudowali swoje fortece na terenie obecnego Motovun. Jego nazwa jest pochodzenia celtyckiego, pochodzi od słowa Montona, czyli miasto w górach.

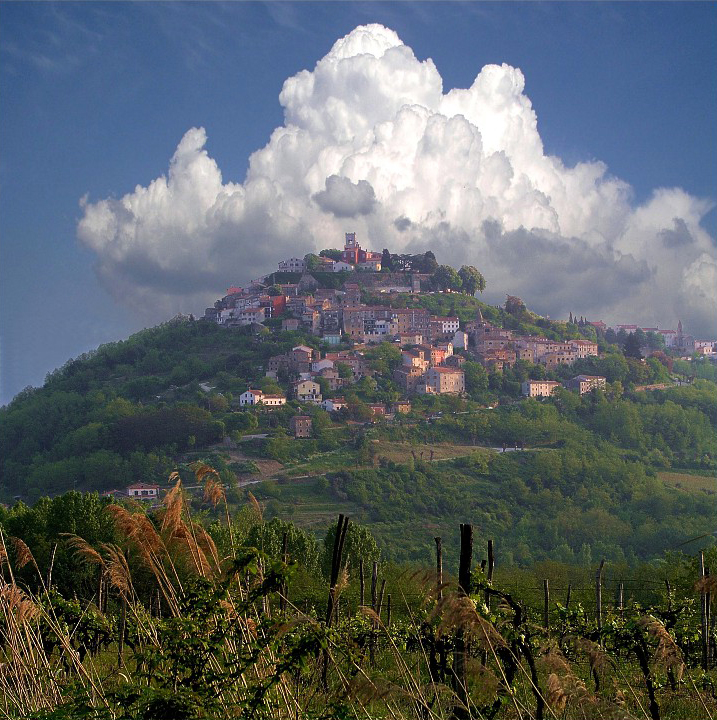
Motovun

## Historia
Motovun został założony jako rzymski obóz wojskowy na miejsce dawnej iliryjskiej osady. W 1278 został zajęty przez Republikę Wenecką. W średniowieczu służył jako komunikacyjne centrum Istrii. W XIII wieku i XIV wieku miasto obwarowano i zbudowano wieże (obecnie dzwonnica). W 1600 r. zbudowano Kościół św. Stefana.

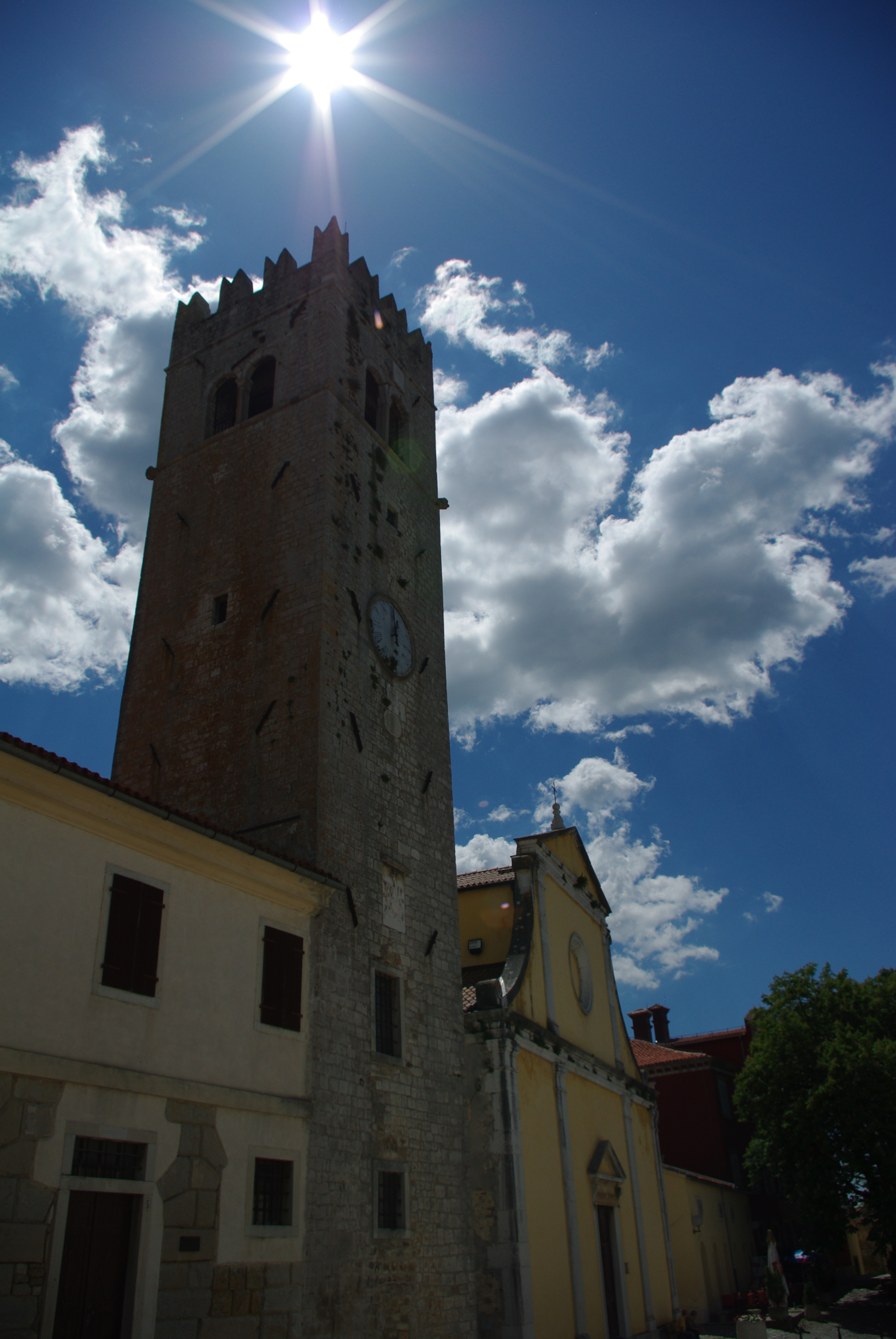
Stary kościół w Motovunie.

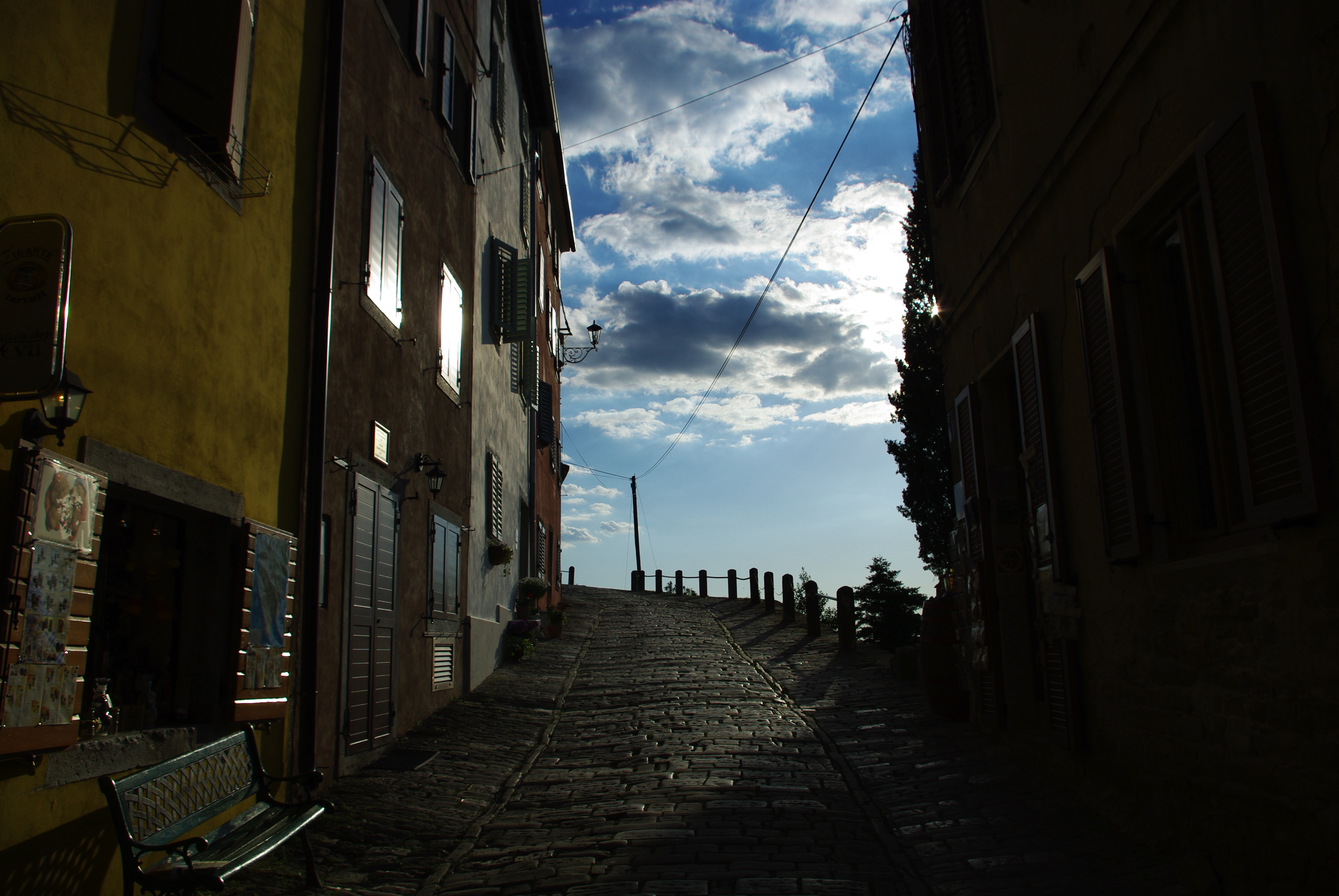
Ulica w Motovunie.

## Geografia
Motovun leży na wzgórzu (277 m n.p.m.) na południe od rzeki Mirny.

## Inne
- Plan Motovunu znajduje się na tylnej części banknotu 10-kunowego.
- Od 1999 w Motovunie odbywa się międzynarodowy festiwal filmowy.
- Kierowca wyścigowy Mario Andretti urodził się w Motovunie.